# Comté de Hot Spring
Le comté de Hot Spring est un comté de l'État de l'Arkansas, aux États-Unis. Au recensement de 2010, il comptait 32 923 habitants. Son siège est Malvern.

## Démographie
| 1830 | 1840  | 1850  | 1860  | 1870  | 1880  | 1890   | 1900   |
| ---- | ----- | ----- | ----- | ----- | ----- | ------ | ------ |
| 458  | 1 907 | 3 609 | 5 635 | 5 877 | 7 775 | 11 603 | 12 748 |

| 1910   | 1920   | 1930   | 1940   | 1950   | 1960   | 1970   | 1980   |
| ------ | ------ | ------ | ------ | ------ | ------ | ------ | ------ |
| 15 022 | 17 784 | 18 105 | 18 916 | 22 181 | 21 893 | 21 963 | 26 819 |

| 1990   | 2000   | 2010   | - | - | - | - | - |
| ------ | ------ | ------ | - | - | - | - | - |
| 26 115 | 30 353 | 32 923 | - | - | - | - | - |